# Tomasz Krzyżyński (inżynier)
Tomasz Maciej Krzyżyński (ur. 1959) – polski inżynier, profesor nauk technicznych, wykładowca akademicki, rektor Politechniki Koszalińskiej w latach 2005–2012.

## Życiorys
Ukończył studia na Politechnice Warszawskiej. W 1987 uzyskał stopień naukowy doktora. W 1997 habilitował się w Instytucie Podstawowych Problemów Techniki Polskiej Akademii Nauk na podstawie rozprawy zatytułowanej Dynamika układów ciągłych o okresowych własnościach struktury i wzbudzenia. W 2006 otrzymał tytuł profesora nauk technicznych. Specjalizuje się w zakresie budowy i eksploatacji maszyn.
Zawodowo związany z IPPT PAN, od 1997 pozostaje pracownikiem naukowym Politechniki Koszalińskiej, na której doszedł do stanowiska profesora zwyczajnego. W latach 1999–2002 pełnił funkcję prodziekana ds. nauki Wydziału Mechanicznego tej uczelni, następnie przez trzy lata był prorektorem ds. nauki. W 2005 i 2008 wybierany na rektora Politechniki Koszalińskiej, pełnił tę funkcję do 2012. Działał w Konferencji Rektorów Akademickich Szkół Polskich. Uczestnik prac sekcji komitetów PAN oraz krajowych i międzynarodowych towarzystw naukowych.
W 2011 był kandydatem komitetu wyborczego wyborców Unia Prezydentów – Obywatele do Senatu w wyborach parlamentarnych.
Odznaczony Krzyżem Kawalerskim Orderu Odrodzenia Polski (2011).

## Życie prywatne
Jest żonaty, ma troje dzieci.

## Wybrane publikacje
- Dynamika układów o niedostrojonych parametrach, Wydawnictwo Uczelniane Politechniki Koszalińskiej, Koszalin 2005
- O belce Bernoull'iego-Eulera spoczywającej na lepkosprężystym podłożu (współautor), IPPT PAN, Warszawa 1986
- Ocena zgodności i bezpieczeństwa maszyn i urządzeń w świetle wymagań europejskiej dyrektywy maszynowej (współautor), Wydawnictwo Uczelniane Politechniki Koszalińskiej, Koszalin 2002
- Piąty program ramowy Unii Europejskiej. Możliwości korzystania i współpracy (współautor), Wydawnictwo Uczelniane Politechniki Koszalińskiej, Koszalin 2001
- Symulacja w badaniach i rozwoju. Zbiór referatów IX Warsztatów Naukowych PTSK, Koszalin-Osieki 28–31 sierpnia 2002 (współredaktor), Wydawnictwo Uczelniane Politechniki Koszalińskiej, Koszalin 2003